# Argyrodes argyrodes
Argyrode voleur
Espèce
Argyrodes argyrodes, l’Argyrode voleur, est une espèce d'araignées aranéomorphes de la famille des Theridiidae et du genre Argyrodes. Cette minuscule araignée méditerranéenne et ouest-africaine, à l'abdomen conique argenté, vit en groupe sur les toiles en nappes et géométriques d'araignées plus grosses en s'y nourrissant des plus petites proies délaissées et plus rarement directement de son hôte.

## Distribution
Cette espèce se rencontre dans le bassin méditerranéen et en Afrique de l'Ouest. Elle a été introduite en Afrique du Sud, aux Seychelles et à Hawaï.
En Europe, elle se rencontre au Portugal (dont à Madère), en Espagne (dont aux îles Canaries et îles Baléares), en France (uniquement dans les Alpes-Maritimes, le Var et la Corse), en Italie (dont en Sicile et en Sardaigne), à Malte, en Croatie, en Serbie, au Monténégro, en Albanie, en Grèce (dont en Crète) et à Chypre.

## Description
Pour un article plus général, voir Anatomie des araignées.
Les mâles mesurent de 3,3 à 4,0 mm et les femelles de 3,0 à 4,1 mm.

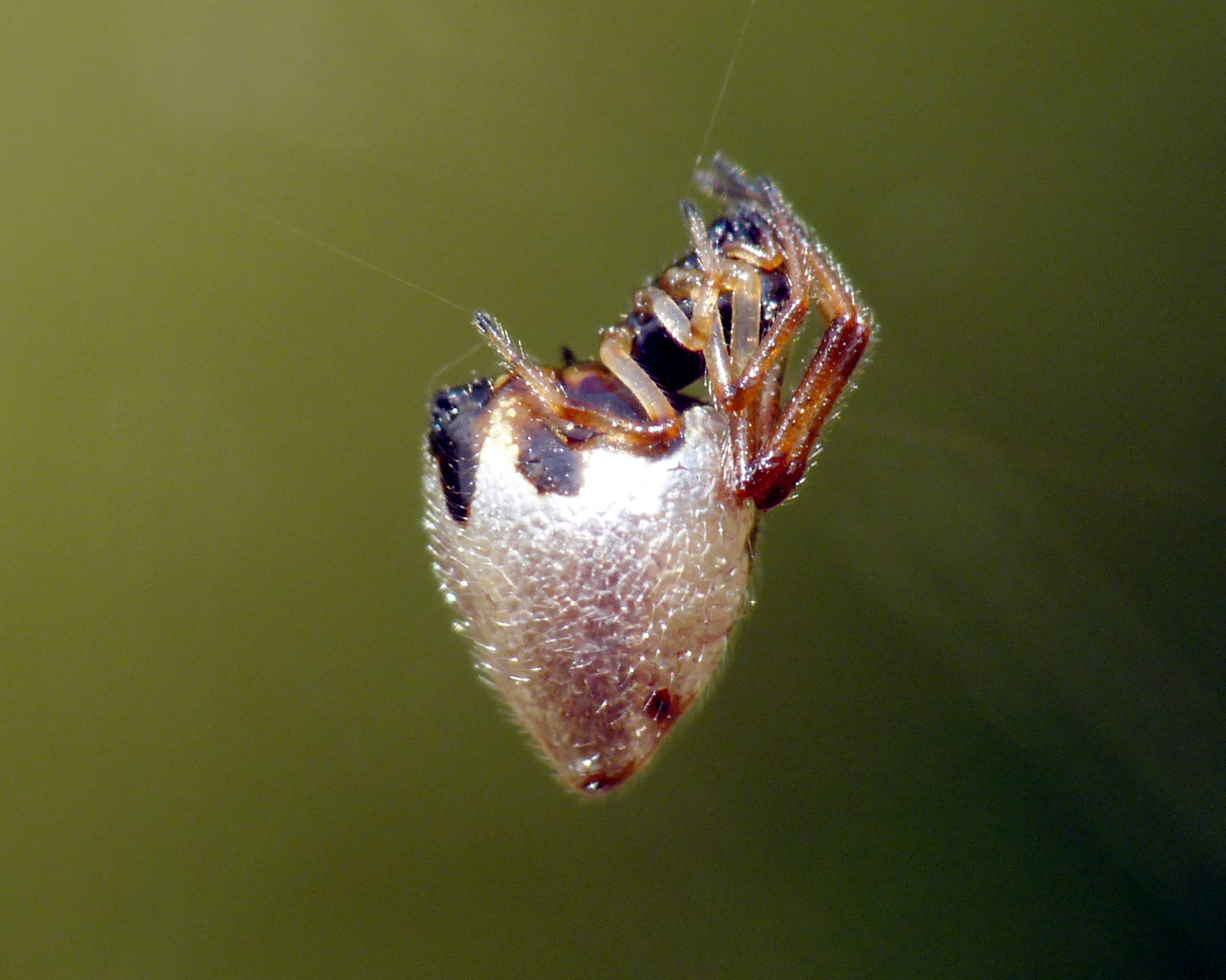
Femelle Argyrodes argyrodes dans une toile d’Argiope bruennichi (Toscane, Italie).

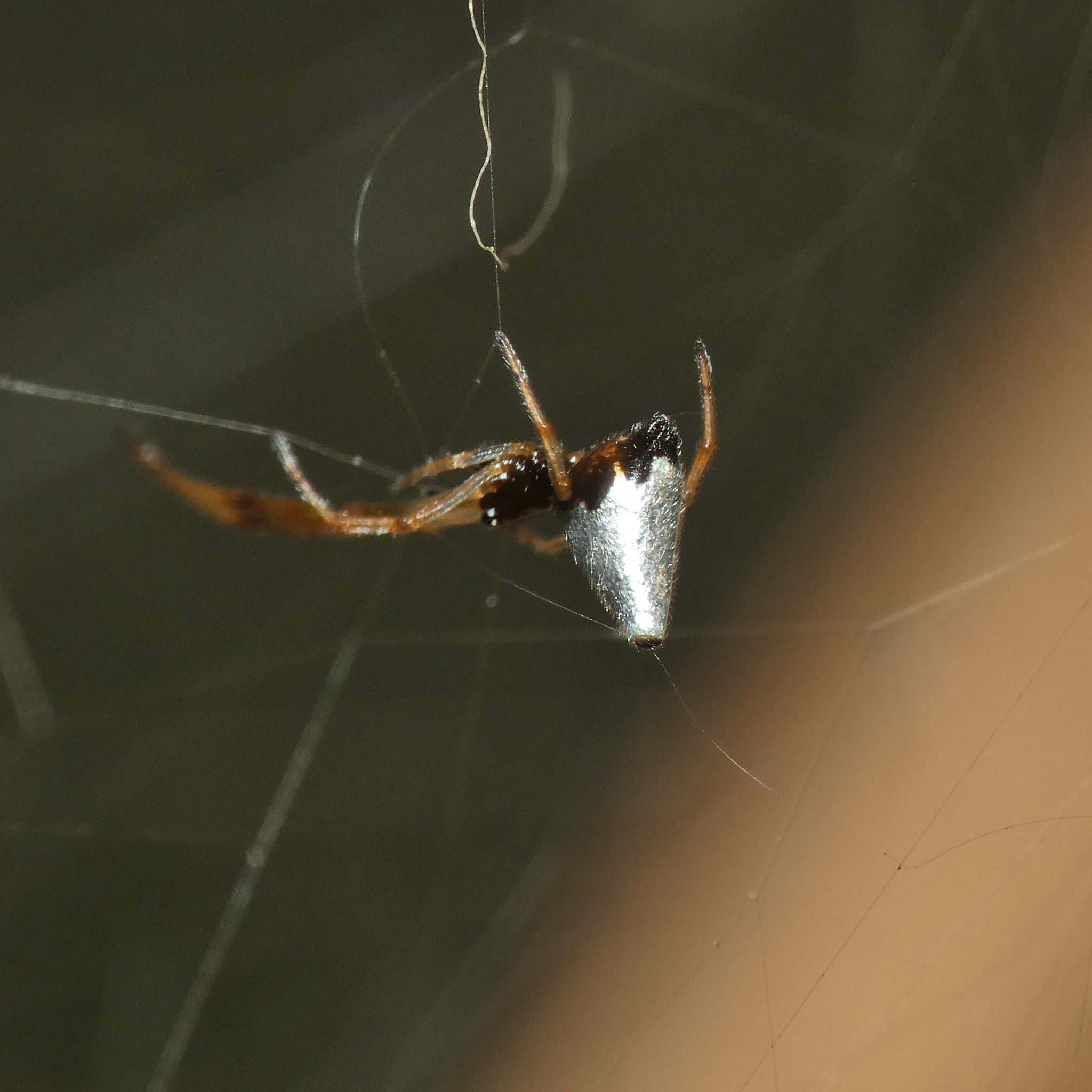
Argyrode voleur (Harare, Zimbabwe)

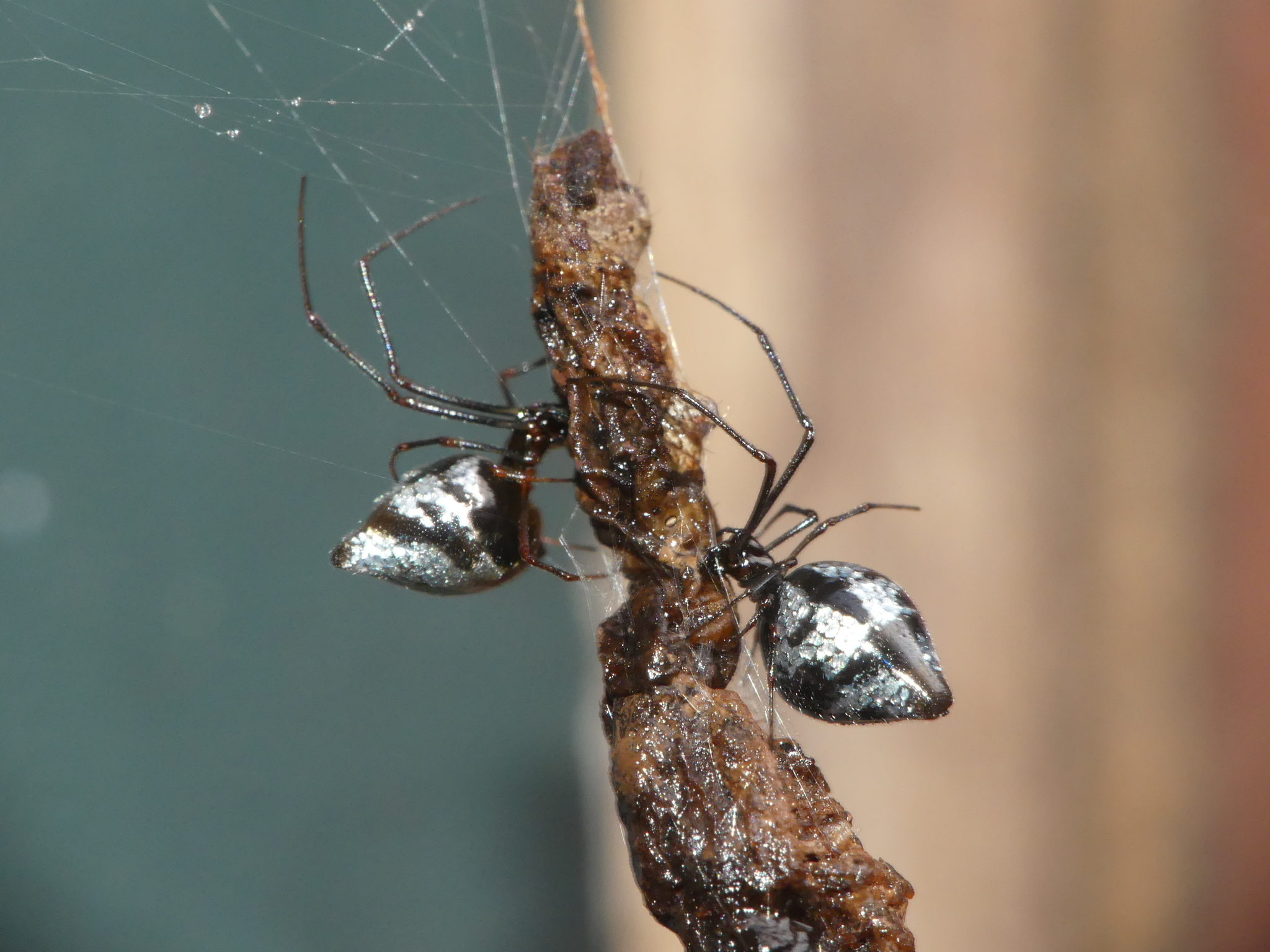
Argyrodes voleurs se nourrissant d'une proie sur une toile de Nuctenea umbratica (Hérault, France).

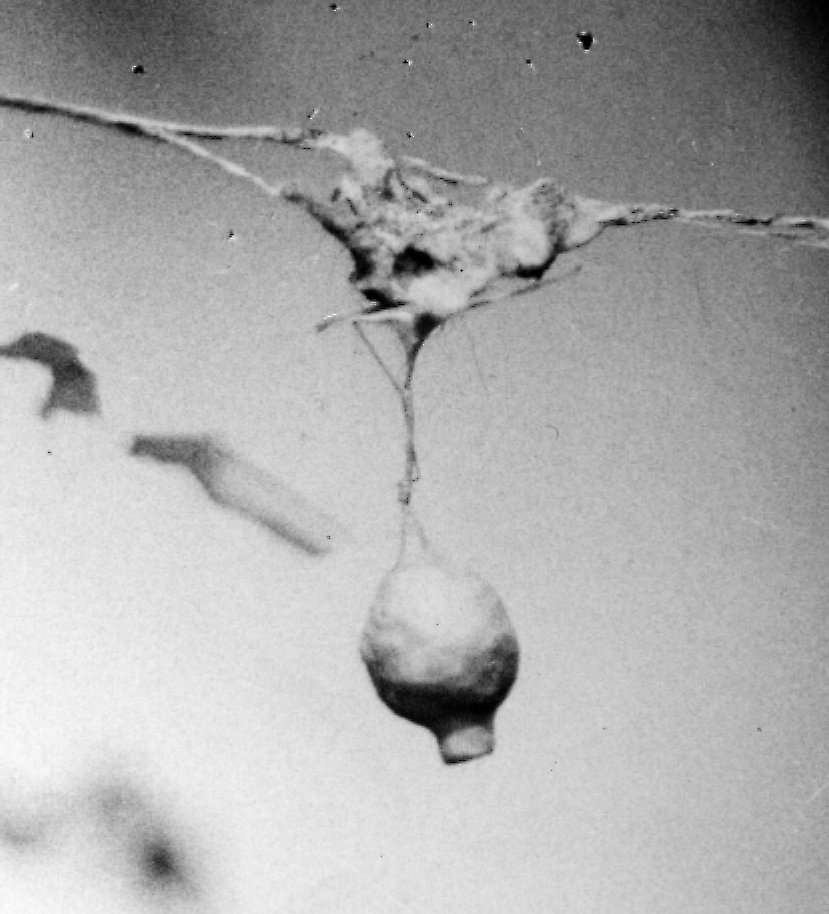
Cocon de l'Argyrode voleur.

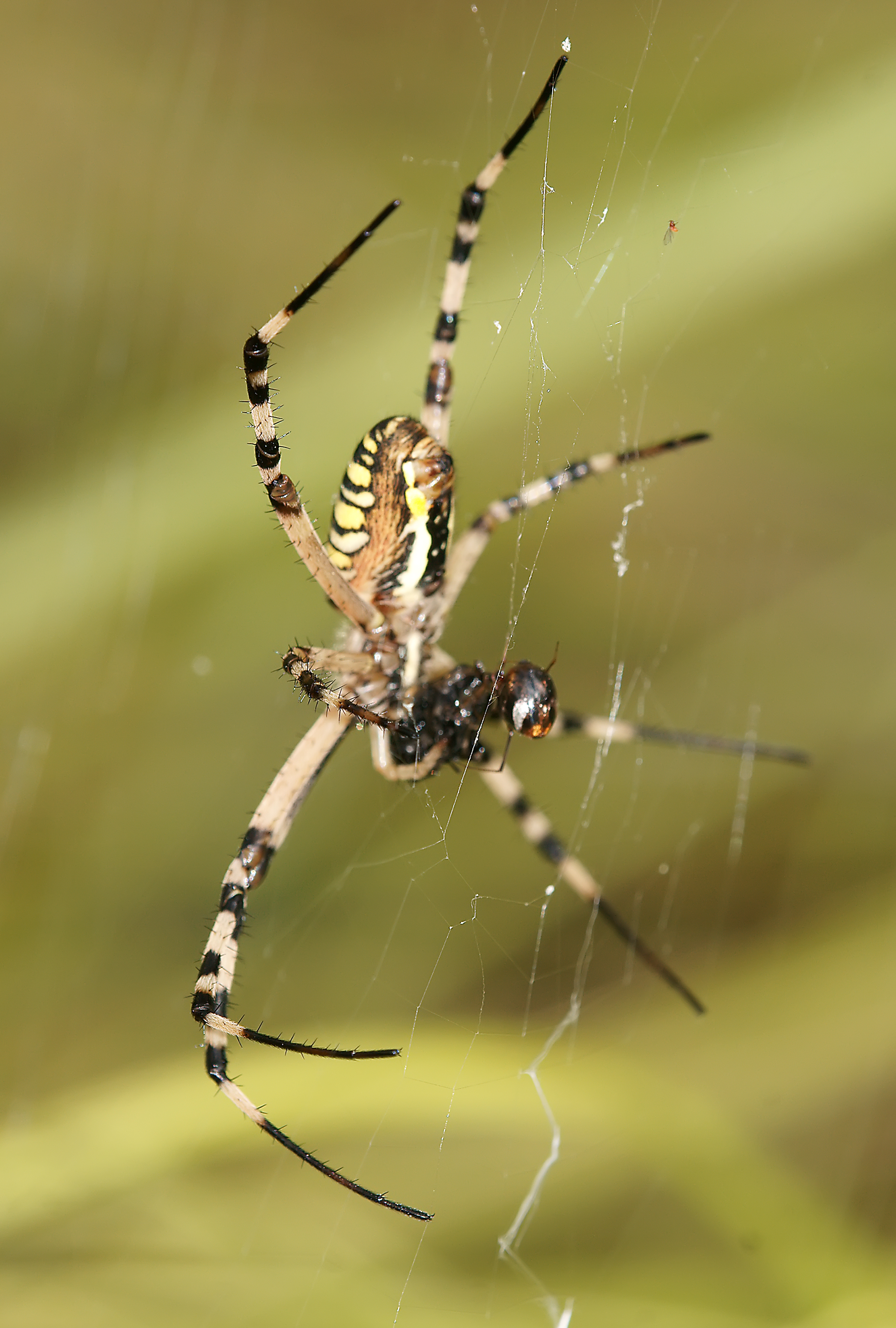
Agryrodes argyrodes entre les pattes de son hôte Argiope bruennichi (Espagne).

La femelle Argyrodes argyrodes présente un céphalothorax de 1,6 mm de long pour 1,0 mm de large et un abdomen de 2,2 mm de long pour 1,9 mm de large et 2,8 mm de haut. Le céphalothorax et le sternum sont bruns, sans tubercule. L'abdomen est plus haut que long, argenté, avec une bande médiane brune sur la face antérieure, une raie transversale brune au-dessus et une tache brune apicale ; il est ventralement brun foncé avec des taches argentées. Les pattes sont brunes, la patte I étant la plus longue. 
Le mâle présente un céphalothorax de 1,7 mm de long pour 0,90 mm de large. La patte I mesure 8,7 mm de long. La partie céphalique est particulièrement relevée, avec 2 protubérances : l'antérieure sur le clypeus, étroite, avec de longues soies, la postérieure large, portant les yeux médians. Le sternum est noir. L'abdomen est plus haut que long, moins anguleux et beaucoup moins argenté que chez la femelle,.

## Écologie et comportement
L’Argyrode voleur vit exclusivement au sein des zones calcaires où les adultes des deux sexes sont visibles au printemps et en été uniquement.
Comme l'ensemble de ses congénères, cette espèce vit en groupe, en commensale cleptoparasite sur des toiles d'araignées plus grosses qu'elle, principalement sur les toiles en nappes du genre Cyrtophora mais aussi sur celles d’Holocnemus et d’Agelena ainsi que sur les toiles géométriques d’Argiope. Certaines espèces comme Cyrtophora citricola, peuvent former de vastes colonies aux toiles agrégées durables où l'Argyrode voleur présente de fortes populations. Dans ces toiles, Argyrodes argyrodes se nourrit des plus petites proies saisies dans les fils et délaissées par son hôte. Elle est aussi capable d'arachnophagie en se nourrissant des œufs et des juvéniles de son hôte au moment de leur éclosion, voire de les attaquer lors de leurs mues,.
Lors de l'accouplement, le mâle Argyrodes argyrodes dépose un bouchon sur les organes génitaux de la femelle interdisant des fécondations ultérieures. Au moment de la ponte, la femelle tisse une structure en forme d'amphore inversée qui enveloppe son petit cocon brunâtre et la suspend à un des fils qui constitue la toile. L'évasement orienté par le bas sera la porte de sortie des juvéniles lors de leur naissance.

## Taxonomie
Cette espèce est décrite pour la première fois en 1841 par le naturaliste Charles Athanase Walckenaer sous le protonyme Linyphia argyrodes. Initialement classé dans le genre Linyphia, ce taxon est recombiné par l'arachnologue Eugène Simon en 1864 dans le genre Argyrodes, dont il constitue l'espèce type.

### Noms français
L'espèce a reçu par le passé le nom français normalisé et vulgarisé « Linyphie argyrode », mais son nom actuel est « Argyrode voleur, ».

### Synonymie
Selon le catalogue mondial des araignées :
- Linyphia argyrodes Walckenaer, 1841
- Linyphia gibbosa Lucas, 1846
- Argyrodes epeirae Simon, 1866
- Argyrodes ammonia Denis, 1947[11],[3]

## Publication originale
- Walckenaer, 1841 : Histoire naturelle des insectes. Aptères. Paris, vol. 2, p. 1-549 (texte intégral).